# 20A busz (Miskolc)
A miskolci 20A jelzésű autóbusz a Búza tér - Miskolctapolca Barlangfürdő kapcsolatát látja el. A járat csak munkanapokon közlekedik, hétvégén és a késő esti órákban a 20-as és 914-es jelzésű autóbuszokat lehet igénybe venni.

## Története
2023. október 16-tól van jelen Miskolc tömegközlekedésében. Útvonala nagy részben megegyezik a korábban megszűntetett 2-es buszéval annyi különbséggel, hogy Miskolctapolca felé nem érinti a Csermőkei út megállóhelyet, hanem az Egyetemi Kollégium és az Olajkutató megállóhelyek érintésével közlekedik. Néhány járat Egyetemváros végállomás érintésével közlekedik. 

## Követési ideje
Hétköznap reggel 10-15 délután 15-20 percenként, völgyidőben
30 percenként közlekedik.

## Megállóhelyei
| 0  | Búza tér végállomás                    | 27 | 1, 3, 3A, 4, 7, 11, 24, 28, 32, 43, 44, 45 1369, 1370, 1372, 1373, 1374, 1375, 1376, 1377, 1379, 1380, 1382, 1383, 1384, 1412, 3700, 3701, 3702, 3703, 3704, 3705, 3706, 3707, 3708, 3709, 3710, 3711, 3712, 3715, 3716, 3717, 3718, 3719, 3720, 3721, 3722, 3723, 3724, 3726, 3727, 3728, 3729, 3730, 3731, 3733, 3734, 3735, 3736, 3737, 3738, 3739, 3740, 3741, 3742, 3743, 3744, 3745, 3746, 3747, 3748, 3749, 3750, 3751, 3752, 3754, 3755, 3757, 3760, 3761, 3765, 3768, 3769, 3770, 3774, 3775, 3776 | Búza téri távolsági és helyközi buszállomás, Belváros, Miskolc Plaza, Megyei Rendőr-főkapitányság                                                                                  |
| 3  | Centrum                                | 24 | 1, 1A, 2 3A, 12, 24, 28, 32, 34, 35, 43, 44, 45, Auchan 1 | Centrum Áruház, Szinvapark Bevásárlóközpont, Metropol, Batóház, Belváros, Allianz Hungária Biztosító Zrt., KATEDRA Nyelviskola Miskolc, Union Biztosító Zrt.                       |
| 4  | Vörösmarty Mihály utca                 | 22 | 12, 21, 28, 34, 35, 43, 44, Auchan 1 | OTP Bank Nyrt., Magyar Szocialista Párt, Vörösmarty Mihály Általános Iskola |
| 6  | Népkert                                | 20 | 12, 14, 28, 34, 35, 36, 43, 44 | Sportcsarnok, Jégcsarnok, II. Rákóczi Ferenc Megyei Könyvtár, Népkerti Vigadó, Népkert, Mindszenti temető, Herman Ottó Múzeum főépülete, Népkerti Állatklinika, City Hotel Miskolc |
| 8  | SZTK Rendelő                           | 18 | 12, 14, 24, 30, 31, 34, 36, 43, 44 | Semmelweis kórház (SZTK), Miskolci Szent Ferenc Rehabilitációs Kórház |
| 10 | Petneházy bérházak                     | 16 | 12, 14, 24, 30, 31, 34, 36, 43, 44 | Fáy András Görögkatolikus Közgazdasági Szakgimnázium |
| 12 | Tapolcai elágazás                      | 15 | 4, 12, 14, 24, 30, 32, 34, 36, 43, 44, 45 | Tapolcai elágazás |
| 14 | Vasúti felüljáró                       | 13 | 12, 24, 30, 32, 34, 36 | |
| 15 | Szentgyörgy út                         | 11 | 12, 29, 30, 32, 34, 36, 39, Auchan 2 | Tesco áruház |
| ∫  | Csermőkei út                           | 10 | 12, 29, 39, Auchan 2 | |
| 17 | Egyetemi Kollégium                     | 8  | 12, 29, 39 | Uni-Hotel, Egyetemi kollégiumok, Egyetemi sporttelep |
| 18 | Olajkutató                             | 7  | 12, 29, 39 | ME BTK, ME EK, Alkalmazott Kémiai Kutatóintézet, Alkalmazott Földtudományi Kutatóintézet, Továbbképzési Központ                                                                    |
| 19 | Kemény Dénes uszoda                    | 5  | | Kemény Dénes Városi Sportuszoda |
| 21 | Turistapark                            | 3  | | |
| 22 | Miskolctapolca parkoló                 | 2  | | |
| 24 | Miskolctapolcai Strandfürdő            | 1  | | |
| 25 | Miskolctapolca Barlangfürdő végállomás | 0  | | Miskolctapolca, Barlangfürdő, Miskolctapolcai Bobpálya, Kalandtúrapark |